# Гиляров-Платонов, Никита Петрович
Ники́та Петро́вич Гиля́ров-Плато́нов (23 мая [4 июня] 1824, Коломна — 13 [25] октября 1887, Санкт-Петербург) — русский публицист, общественный деятель, богослов, философ, литературный критик, мемуарист, преподаватель (бакалавр) МДА (1848—1855). Примыкал к славянофилам.

## Биография
Родился в Коломне в 1824 году в семье Петра Матвеевича Никитского, священника церкви Великомученика Никиты. В 1831 году поступил в Коломенское духовное училище, которое окончил в 1838 году. Фамилию Гиля́ров Никита Петрович получил вслед за старшим братом Александром, который был переименован смотрителем Коломенского училища за свой весёлый нрав (лат. hilaris — весёлый). В 1844 году с отличием окончил Московскую духовную семинарию, в 1848 году — Московскую духовную академию. За особые успехи в учении с 1846 года получал стипендию митрополита Платона и в знак почёта дополнительную фамилию Платонов. Ему была присвоена степень магистра богословия (тема магистерского сочинения: «О потребности вочеловечения Сына Божия для спасения рода человеческого»). Оставлен бакалавром по кафедрам библейской герменевтики и учения о вероисповеданиях, ересях и расколах.
Участвовал в переводе творений святых отцов в МДА (в Редакционном комитете). В 1855 году отправлен в отставку за чтение лекций о расколе не полемических, а научно-объективных. Также уволен из духовного сословия. Переехал в Москву, где сотрудничал в журналах и газетах славянофильского круга: «Русская беседа», «Москва», «День», «Русь» И. С. Аксакова, а также «Русский вестник» М. Н. Каткова.
Переводил изданные за границей сочинения А. С. Хомякова на русский язык.
С 23 мая 1856 года служил в Московском цензурном комитете. С 31 мая по 2 сентября 1857 года находился в командировке за границей, где изучал организацию еврейских училищ (в особенности раввинских) в Европе, еврейской литературы.
В 1858—1859 годах участвовал в составлении «Свода печатных мнений по крестьянскому вопросу» в комиссии Я. И. Ростовцева. 11 августа 1862 г. уволен из Цензурного комитета за «цензурные провинности» и отправлен в комиссию министерства народного просвещения князя Д. А. Оболенского. 1 июня 1863 г. уволен из министерства народного просвещения. С февраля до мая 1863 года готовил записку о предостережениях газетам, которая была напечатана впоследствии в «Современных Известиях» (1867, № 7).
20 августа 1863 года назначен управляющим Московской синодальной типографией.
18 мая 1864 года произведён в статские советники. Отстранён от службы 14 августа 1868 года.
С 1 декабря 1867 до 13 октября 1887 года издавал в Москве ежедневную газету «Современные известия», где печатались смелые и правдивые, часто неугодные властям статьи, вследствие чего газета неоднократно подвергалась цензурным предостережениям и взысканиям.
В 1877—1888 годах три срока был гласным Московской городской думы.
В связи с появлением в 1881 году в Москве конкурирующих с «Современными Известиями» ежедневных газет («Московский листок» Н. И. Пастухова, «Московский Телеграф» И. И. Родзевича), льстивших вкусам большинства читателей, издательство Н. П. Гилярова-Платонова стало терпеть финансовые трудности, из-за чего Гиляров-Платонов впоследствии не раз планировал закрыть газету.
В 1883 году под его редакцией выходил еженедельный иллюстрированный журнал «Радуга», призванный спасти издание «Современных Известий», однако он оказался убыточным. Для уплаты кредитов имущество Н. П. Гилярова-Платонова было распродано за бесценок с аукциона.
В эти годы Никита Петрович Гиляров-Платонов начинает писать мемуары, а также философско-публицистические и исторические очерки. Они выходили последовательно в изданиях его доброжелателей: «Русский вестник» М. Н. Каткова, «Русь» И. С. Аксакова. Это приносило ему доход, и дела стали налаживаться.
В 1886—1887 годах вышли в свет отдельные издания автобиографических воспоминаний «Из пережитого», в 2‑x частях (в 1884—1885 гг. печатались в «Русском Вестнике»; публикация была прервана из-за конфликта с М. Н. Катковым).
В 1887 году Никита Петрович предпринял поездку в Санкт-Петербург для получения аренды правительственных «Московских Ведомостей», последний редактор-арендатор которых М. Н. Катков к тому времени скончался. Переговоры с чиновниками оказались безуспешными. Неудача подорвала здоровье Н. П. Гилярова-Платонова, и 13 октября 1887 года он скончался в гостинице «Бельвю».
Похоронен в некрополе Новодевичьего монастыря в Москве.

## Семья
Жена — Гилярова-Платонова (урожд. Богданова) Вера Алексеевна (ок. 1821—1904), дочь протоиерея московской церкви Флора и Лавра на Зацепе о. Алексия Иоанновича Богданова (1786—1860). Бракосочетание состоялось 24 сентября 1849 года.
Дети:
Гиляров, Николай Никитич (26 ноября 1854, Сергиев Посад — 7 января 1909, Москва) — малоуспешный журналист, корректор в газете отца «Современные Известия».
Гиляров, Алексей Никитич (20 декабря 1856 — 7 декабря 1938) — философ, приват-доцент Московского университета (до 1887), затем профессор Киевского университета, с 1922 года — академик АН Украины.
Гилярова Надежда Никитична (9 марта 1857, Москва — январь 1959, Москва).

### Рекомендуемая литература
- Антонова Е. Воспоминания Н. Гилярова-Платонова: дополнения к комментариям // Текстологический временник: Русская литература XX века: Вопросы текстологии источниковедения. М.: ИМЛИ РАН, 2012. Кн. 2. С. 540—546.
- Водолазко В. Н. Н. П. Гиляров-Платонов о пореформенном старообрядчестве // Старообрядчество: история, культура, современность: Материалы V науч.- практ. конф., г. Москва, 20-21 нояб. 2000 г. М., 2000. С. 39—45.
- Вострышев М. И. Неопознанный гений: Издатель и публицист Никита Петрович Гиляров-Платонов (1824—1887) // Московские обыватели. М., 2003. С. 225—232.
- Гиляров-Платонов, Никита Петрович : [арх. 29 ноября 2022] // Гермафродит — Григорьев [Электронный ресурс]. — 2007. — С. 131. — (Большая российская энциклопедия : [в 35 т.] / гл. ред. Ю. С. Осипов ; 2004—2017, т. 7). — ISBN 978-5-85270-337-8.
- Дмитриев А. П. Жизнь есть подвиг или наслаждение?: Православная социология и «русская идея» в оценке «либерального консерватора»: Н. П. Гиляров-Платонов versus И. К. Блюнчли // Вестник Русской христианской гуманитарной академии. 2007. Т. 8, вып. 1. С. 104—116.
- Дмитриев А. П.Становление речевой личности христианина (на материале дневников и писем молодого Н. П. Гилярова-Платонова) // Dzienniki, notatniki i listy pisarzy rosyjskich: Ego-dokument i literatura / Instytut Rusycystyki Uniwersytetu Warszawskiego. Warszawa, 2007. С. 47—62.
- Дмитриев А. П. Н. П. Гиляров-Платонов и его газета // Москва. 2008. № 5. С. 209—215.
- Дмитриев А. П. История одного увольнения: (Митрополит Филарет и Н. П. Гиляров-Платонов в 1855 году) // Филаретовский альманах / Правосл. Св.-Тихон. гуманит. ун-т. М.: Изд-во ПСГТУ, 2008. Вып. 4. С. 158—183.
- Дмитриев А. П. Филаретовский юбилей 1867 г. и кончина святителя в оценках «триумвирата» московских консерваторов (И. С. Аксаков, Н. П. Гиляров-Платонов, М. Н. Катков) // Филаретовский альманах. М., 2009. Вып. 5. С. 165—186.
- Дмитриев А. П. Н. П. Гиляров-Платонов — автор и цензор «Русской беседы» // «Русская беседа»: История славянофильского журнала: Исследования. Материалы. Постатейная роспись / ИРЛИ РАН; Гос. музей-заповедник «Абрамцево». СПб., 2010. С. 158—183. (Славянофильский архив; Кн. 1).
- Дмитриев А. П. Цензура и еврейский вопрос в год освобождения крестьян: (Запрещенные книги Н. П. Гилярова-Платонова и А. Б. Думашевского по архивным материалам Главного управления цензуры) // Цензура в России: история и современность: Сб. науч. тр. СПб.: Российская национальная библиотека, 2011. Вып. 5. С. 125—143.
- Егоров Б. Ф. Пушкин в оценке религиозных мыслителей 1870—1880-х годов: (Н. П. Гиляров-Платонов и Ф. М. Достоевский) // Болдинские чтения. Н. Новгород, 1998. С. 86—97.
- Егоров Б. Ф. Н. П. Гиляров-Платонов как эстетик и литературный критик // Теоремы культуры. М., 2003. С. 286—296. (Акад. тетради; Вып 9).
- Егоров О. Г. Духовная школа в России 1820—40-х гг. в трудах Н. П. Гилярова-Платонова // Педагогика. 2014. № 8. С. 83—92.
- Каплин А. Д. Никита Петрович Гиляров-Платонов (1824—1887) и славянофилы <А. С. Хомяков и К. С. Аксаков> // Каплин А. Д. Славянофилы, их сподвижники и последователи. М., 2011. Гл. 11. С. 378—385.
- Климаков Ю. В. Судьба русского публициста: <О Н. П. Гилярове-Платонове> // Молодая гвардия. 2002. № 11/12. С. 121—134; то же: Коломенский альманах: Лит. ежегодник. Коломна, 2004. Вып. 8. С. 319—328.
- Котов А. Э. Гиляров-Платонов Никита Петрович // Русский консерватизм середины XVIII — начала XX в.: Энциклопедия. М., 2010. С. 112—114.
- Маевский И. В. Никита Петрович Гиляров-Платонов // Край родной, Коломенский: Краеведч. альм. Коломна, 2002. Вып. 1. С. 99—104.
- Межуев Б. В. Вл. Соловьёв, Н. П. Гиляров-Платонов и «разложение славянофильства» // История философии. — 2000. — № 6. — С. 33—61.
- Межуев Б. В. Гиляров-Платонов, Никита Петрович // Русская философия. Энциклопедия. / Под общ. ред. М. А. Маслина. — М.: Алгоритм, 2007. — С. 123—124.
- Осьмакова Н. И. Гиляров-Платонов, Никита Петрович // Русские писатели. 1800–1917: Биобиблиогр. словарь. М., 1989. Т. 1. С. 561–563.
- Панаэтов О. Г. Н. П. Гиляров-Платонов и К. Н. Леонтьев: Споры о Толстом. Краснодар: Кубан. соц.-экон. ун-т, 2002. 75 с.
- Троицкая М. Г. Гиляров-Платонов Никита Петрович: философ, публицист, издатель, писатель // Политика. Власть. Право: [Межвуз. сб. науч. ст.] / Коломен. гос. пед. ин-т, С.-Петерб. юрид. ин-т. – СПб.: Изд-во С.-Петерб. юридич. ин-та, 2005. Вып. 9. С. 129—142.
- Федотова М. А. К характеристике общественно-политических взглядов Н. П. Гилярова-Платонова // Вопросы отечественной истории: Межвуз. сб. науч. работ мол. ученых: Межвуз. сб. науч. работ мол. ученых. М., 1998. Вып. 1. С. 93—101.
- Федотова М. А. Цензурный вопрос в газете Н. П. Гилярова-Платонова «Современные известия» // Вопросы отечественной истории: Межвуз. сб. науч. работ мол. ученых. М., 2001. Вып. 4. С. 135—146.
- Фриз Г. Н. П. Гиляров-Платонов: взгляд на духовенство и духовное образование // Gilyrov-Platonov N. P. Iz perezhitago: Avtobiogr. vospominaniya: 2 parts. Newtonville (Mass.), 1977. С. 3—8.
- Возвращение Н. П. Гилярова-Платонова: Сб. ст. и материалов: К Дню славянской письменности и культуры / Редкол.: В. А. Викторович и др. Коломна: Коломен. гос. пед. ин-т, 2007. 440 с.
- Никита Петрович Гиляров-Платонов: Исследования. Материалы. Библиография. Рецензии / Под общ. ред. А.П. Дмитриева; ИРЛИ РАН. — СПб.: Росток, 2013. — 944 с.